# سسک بال‌سفید
سسک بال‌سفید (نام علمی: Xenoligea montana) نام یک گونه از زیرراسته پرنده آوازخوان است.